# Mangora dianasilvae
Mangora dianasilvae là một loài nhện trong họ Araneidae.
Loài này thuộc chi Mangora. Mangora dianasilvae được Herbert Walter Levi miêu tả năm 2007.